# أصلة بورمية
الأصلة البورمية (Python bivittatus) هو أحد أكبر أنواع الثعابين. موطنها منطقة كبيرة من جنوب شرق آسيا وهي مدرجة على أنها معرضة للتهديد بالانقراض في القائمة الحمراء للاتحاد الدولي لحفظ الطبيعة. حتى عام 2009، كانت تُعتبر نوعًا فرعيًا من الأصلة الهندية، ولكن تُعرف الآن بأنها نوع منفصل عنها. إنه نوع غازي (من الغزو) في فلوريدا نتيجة لتجارة الحيوانات الأليفة.